# 생쥐와 인간 (1939년 영화)
《생쥐와 인간》(Of Mice And Men)은 미국에서 제작된 루이스 마일스톤 감독의 1939년 영화이다. 존 스타인벡의 동명의 소설을 바탕으로 제작되었다. 버제스 메러디스 등이 주연으로 출연하였고 루이스 마일스톤 등이 제작에 참여하였다.

## 출연

### 주연
- 버제스 메러디스
- 베티 필드
- 론 채니 주니어
- 찰스 빅포드

### 조연
- 로만 보넨
- 밥 스틸
- 노아 베리 주니어
- 오스카 오쉐아
- 그랜빌 베이츠

## 기타
- 원작자: 존 스타인벡
- 협력프로듀서: 프랭크 로스
- 미술: 니콜라이 라미소프